# Kiyohara Shohei
Shohei Kiyohara (清原 翔平 (Thanh-Nguyên Tường-Bình) Kiyohara Shōhei, sinh ngày 25 tháng 6 năm 1987), là một cầu thủ bóng đá người Nhật Bản Zweigen Kanazawa.

## Thống kê câu lạc bộ
Cập nhật đến ngày 23 tháng 2 năm 2018.
| Thành tích câu lạc bộ | Thành tích câu lạc bộ | Thành tích câu lạc bộ | Giải vô địch | Giải vô địch | Cúp                   | Cúp                   | Cúp Liên đoàn | Cúp Liên đoàn | Khác    | Khác      | Tổng cộng | Tổng cộng |
| Mùa giải              | Câu lạc bộ            | Giải vô địch          | Số trận      | Bàn thắng    | Số trận               | Bàn thắng             | Số trận       | Bàn thắng     | Số trận | Bàn thắng | Số trận   | Bàn thắng |
| Nhật Bản              | Nhật Bản              | Nhật Bản              | Giải vô địch | Giải vô địch | Cúp Hoàng đế Nhật Bản | Cúp Hoàng đế Nhật Bản | J. League Cup | J. League Cup | Khác1   | Khác1     | Tổng cộng | Tổng cộng |
| --------------------- | --------------------- | --------------------- | ------------ | ------------ | --------------------- | --------------------- | ------------- | ------------- | ------- | --------- | --------- | --------- |
| 2010                  | Sagawa Shiga FC       | JFL                   | 7            | 0            | 0                     | 0                     | –             | –             | –       | –         | 7         | 0         |
| 2011                  | Sagawa Shiga FC       | JFL                   | 22           | 12           | 2                     | 0                     | –             | –             | –       | –         | 24        | 12        |
| 2012                  | Sagawa Shiga FC       | JFL                   | 30           | 17           | 3                     | 3                     | –             | –             | –       | –         | 33        | 20        |
| 2013                  | Zweigen Kanazawa      | JFL                   | 31           | 13           | 3                     | 3                     | –             | –             | –       | –         | 34        | 16        |
| 2014                  | Zweigen Kanazawa      | J3 League             | 32           | 9            | 2                     | 2                     | –             | –             | –       | –         | 34        | 11        |
| 2015                  | Zweigen Kanazawa      | J2 League             | 42           | 13           | 1                     | 0                     | –             | –             | –       | –         | 43        | 13        |
| 2016                  | Cerezo Osaka          | J2 League             | 25           | 3            | 1                     | 0                     | –             | –             | 2       | 1         | 28        | 4         |
| 2016                  | U-23 Cerezo Osaka     | J3 League             | 6            | 1            | –                     | –                     | –             | –             | –       | –         | 6         | 1         |
| 2017                  | Cerezo Osaka          | J1 League             | 3            | 0            | 0                     | 0                     | 7             | 0             | –       | –         | 10        | 0         |
| 2017                  | Tokushima Vortis      | J2 League             | 9            | 0            | –                     | –                     | –             | –             | –       | –         | 9         | 0         |
| Tổng                  | Tổng                  | Tổng                  | 207          | 68           | 12                    | 8                     | 7             | 0             | 2       | 1         | 228       | 77        |